# Miguel Berriel
Miguel Berriel (* 26. April 1957; † 14. Juni 1987 in Montevideo) war ein uruguayischer Fußballspieler.

## Karriere

### Verein
Berriel gehörte Anfang der 1970er Jahre der Departamento-Auswahl von Colonia an. Von dort wechselte er 1973 zu den Montevideo Wanderers. Bei den Wanderers debütierte er bereits im Folgejahr in der Primera División. Mit den Montevideanern nahm er sowohl an der Liguilla Pre-Libertadores als auch an der Copa Libertadores 1975 teil. 1978 avancierte er schließlich zum Kapitän der Mannschaft. Seine nächste Karrierestation wählte er in Griechenland bei Panionios Athen. 1984 gehörte er der von Líber Arispe trainierten Mannschaft Central Españols an, die in jenem Jahr die Uruguayische Meisterschaft gewann. Im Laufe seiner Karriere spielte er zudem für Deportes Tolima und den Club Atlético Defensor.

### Nationalmannschaft
Berriel gehörte der uruguayischen U-20-Nationalmannschaft an, die 1975 an der Junioren-Südamerikameisterschaft in Peru teilnahm und den Titel gewann. Im Verlaufe des Turniers wurde er von Trainer Walter Brienza in einem Spiel eingesetzt. Einen Treffer erzielte er nicht.

### Erfolge
- Uruguayischer Meister: 1984
- U-20-Südamerikameister: 1975

## Tod
Berriel starb im Alter von lediglich 30 Jahren in der Asociación Española an den Folgen einer Infektion mit Staphylococcus aureus, dem sogenannten Krankenhauskeim.